# 天潢二
天潢二，即御夫座φ（φ Aur, φ Aurigae）是一颗位于御夫座的恒星，距离地球约401光年。
天潢二是一颗橙色K-型巨星，视星等为+5.08。